# Foton Sauvana
Unter dem Namen Foton Sauvana produziert Beiqi Foton Motor seit 2015 einen SUV. Das Auto der Marke Foton wurde erstmals auf der Guangzhou Auto Show 2014 vorgestellt. Technisch basiert der Foton Sauvana auf dem Toyota Fortuner. Foton platzierte den Sauvana als günstigen SUV, die Preise liegen zwischen 110.000 ¥ und 150.000 ¥. Erhältlich ist der Sauvana mit Heck- oder mit Allradantrieb. Je nach Ausstattung bietet er Platz für fünf oder sieben Insassen. 2016 soll der Sauvana auch auf den südafrikanischen Markt eingeführt werden. Im folgenden Jahr wurde der Savana auch in den australischen Markt eingeführt.

## Technische Daten
Der Sauvana ist sowohl mit einem Cummins ISF 2.8-Liter Dieselmotor, als auch mit einem der Euro-V-Norm entsprechenden 2-Liter-Ottomotor erhältlich.
Der Gangwechsel erfolgt über ein manuelles 5- oder 6-Ganggetriebe. Ein automatisches 6-Ganggetriebe ist ebenso erhältlich.